# Pyrenaearia cantabrica
Espèce
Statut de conservation UICN

 LC  : Préoccupation mineure
Pyrenaearia cantabrica est une espèce d'escargots terrestres de la  famille des Hygromiidae.

## Répartition et habitat

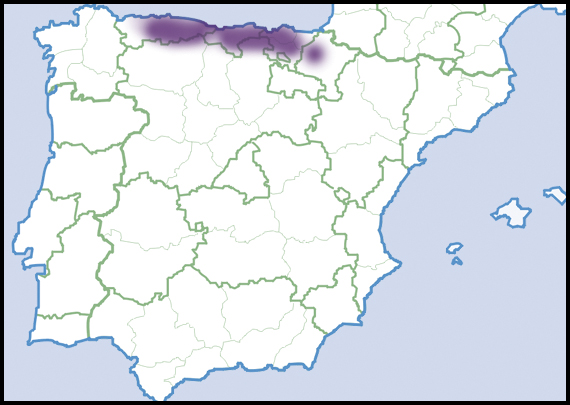
Répartition de Pyrenaearia cantabrica : en violet foncé sont indiquées les zones où l'espèce a été clairement identifiée, en violet claire les zones d'une présence éventuelle ou rare.

L'espèce est endémique tout le long de la cordillère cantabrique,,.
Le type d'habitat se trouve à une altitude de 100 à 2 600 m. L'espèce vit dans des rocheux calcaires.

## Description

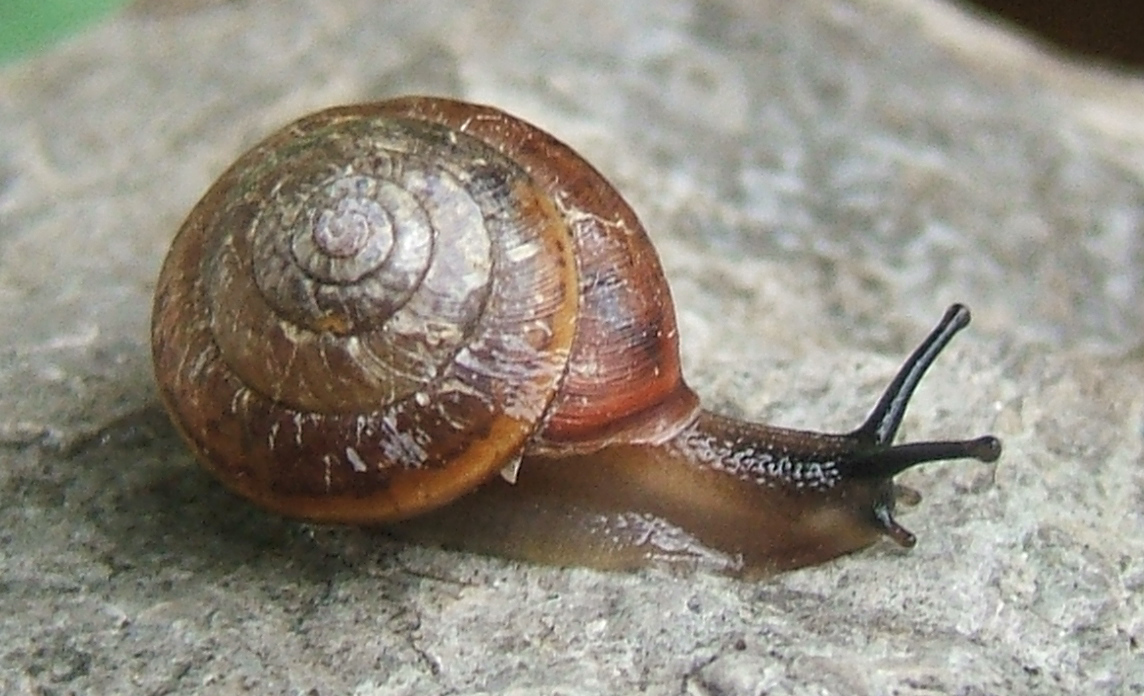
Exemple d'Hygromiidae.

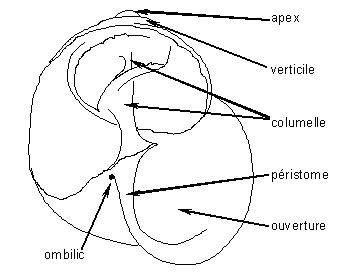
Coupe montrant l'intérieur d'une coquille de gastéropode : la columelle, axe le long duquel est enroulée la coquille à géométrie hélicoïdale, communique avec l'extérieur par un trou nommé ombilic. Le pourtour de l'ouverture, dit péristome, s'épaissit au fil de la croissance, pour finir par former un véritable bourrelet chez l'adulte.

En taxonomie, Pyrenaearia cantabrica est classé par les taxons suivants, regroupant les organismes possédant en commun certains caractères (morphologiques, anatomiques, génétiques, évolutionnistes, etc), du plus général au plus précis (l'espèce) : 
- Bilateria : être pluricellulaire de type animal possédant des muscles, un système nerveux, un système circulatoire avec cœur, des organes sexuels, des yeux, une bouche, un système digestif et un anus. La symétrie du corps est bilatérale avec un axe central, un côté gauche et un côté droit.
- Mollusca : le corps est non segmenté et mou; il se compose d'une tête, d'une masse viscérale et d'un pied. La masse viscérale est recouverte par un manteau qui peut sécréter une coquille calcaire (peut être perdu au cours de l'évolution comme chez les limaces).
- Gastropoda : la masse viscérale peut se torsader, la tête et le pied sont bien distincts l'un de l'autre. La bouche comporte une radula (sorte de langue râpeuse munie de dents), le pied est aplati en un large muscle ventral, qui secrète un mucus.
- Heterobranchia : en forme de limace ou d'escargot (quel que soit le mode de vie : en eau salée, eau douce, ou terrestre).
- Pulmonata et Eupulmonata : ne possède plus de branchies mais une cavité palléale, organe équivalent au poumon.
- Stylommatophora : mode de vie exclusivement terrestre, et non plus aquatique.
- Sigmurethra : présence d'une longue glande muqueuse, de dards d'amour, ainsi que de quatre tentacules rétractiles (deux vers le haut avec les yeux, et deux vers le bas servant d'organe olfactif et tactile).
- Helicoidea : possède une coquille externe, de forme hélicoïdale. Représente la plus grande partie des escargots terrestres.
- Hygromiidae : taille moyenne (>1 cm) ou petite (<1 cm). Habite les zones humides ou ne sort que pendant les périodes humides. Pendant les périodes sèches (chaudes ou froides), pratique l'estivation (reste à l'état léthargique dans la coquille).
- Pyrenaearia : coquille de couleur blanche à brun foncé. Adapté aux zones humides et froides de montagnes à roches calcaires. Le genre regroupe des espèces endémiques du nord de l'Espagne, de la cordillère Cantabrique à la Catalogne, en passant par les Pyrénées.
- Pyrenaearia cantabrica : escargot de petite taille avec 4 à 8 mm de hauteur pour 10,5 à 17 mm de long[2].

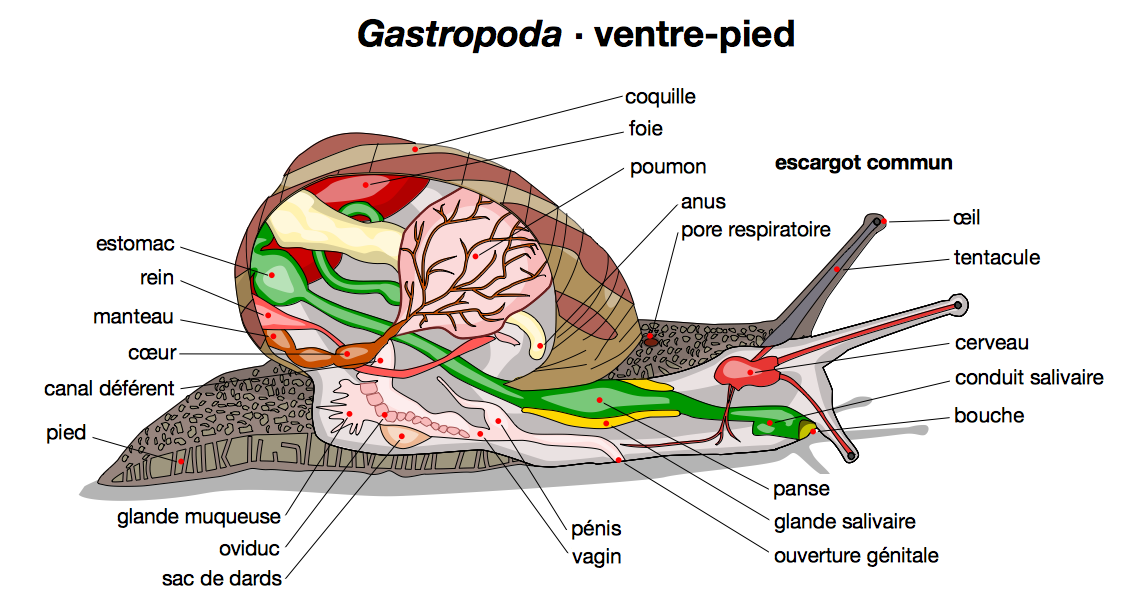
Anatomie d'un escargot terrestre.

La coquille est très plate, de couleur transparente mais non brillante, finement striée, avec des poils très courts.

## Évolution
Parmi toutes les espèces du genre Pyrenaearia, l'espèce Pyrenaearia cantabrica constitue une clade phylogénétique bien distinctes parmi quatre lignées identifiées comme basales au genre (Pyrenaearia carascalopsis, Pyrenaearia parva, Pyrenaearia carascalensis, et Pyrenaearia cantabrica). Ces quatre lignées, toutes issues d'une population ancestrale commune, sont la marque d'une spéciation enclenchée depuis la période du Pléistocène ou du Pliocène (il y a 5 Ma maximum), pendant les cycles de refroidissement et de réchauffement climatiques. En montagne, l'alternance de périodes glaciaires avec zones refuges isolées au microclimat plus clément, entrecoupés de périodes interglaciaires plus chaudes où des individus colonisent des milieux d'altitude plus élevée, enclenche un processus de spéciation allopatrique : des populations initialement interfécondes évoluent en espèces distinctes car elles sont isolées géographiquement.

## Protection
L'espèce n'est placée sur la liste rouge de l'UICN (Union internationale pour la conservation de la nature) et n'est pas en danger. Elle possède le statut de "Préoccupation mineure".

## Classification
Le nom valide complet (avec auteur) de ce taxon est Pyrenaearia cantabrica (Hidalgo (d), 1873).
L'espèce a été initialement classée dans le genre Helix sous le protonyme Helix cantabrica Hidalgo, 1873,.
Pyrenaearia cantabrica a pour synonymes :
- Helix cantabrica Hidalgo, 1873
- Pyrenaearia oberthueri (Ancey, 1884)

### Publication originale
- J. G. Hidalgo, « Description d'une nouvelle espèce d'Helix d'Espagne », Journal de Conchyliologie, Paris, vol. 21,‎ 1873, p. 358-359 (ISSN 0021-7719, e-ISSN 2391-0992, lire en ligne, consulté le 25 juillet 2024).